# Paweł Skutecki
Paweł Juliusz Skutecki (ur. 26 lutego 1975 w Bydgoszczy) – polski polityk i dziennikarz, p.o. redaktora naczelnego „Nasza Polska”, poseł na Sejm VIII kadencji.

## Życiorys
Absolwent filologii polskiej na Akademii Bydgoskiej, studiował również filozofię na Uniwersytecie Warszawskim. Pracował w redakcji „Ilustrowanego Kuriera Polskiego” m.in. jako kierownik działu miejskiego. Od 2003 do 2006 zatrudniony w biurze prasowym Wojewódzkiego Urzędu Pracy w Warszawie, pełnił obowiązki rzecznika prasowego. Był również sekretarzem redakcji miesięcznika „Racja Polska” i copywriterem. W latach 2006–2008 zajmował stanowisko rzecznika prasowego wojewody kujawsko-pomorskiego, w 2008 krótko zatrudniony w urzędzie wojewódzkim. Później prowadził własną działalność gospodarczą w branży wydawniczej i doradczej. Po jej zamknięciu w wyniku bankructwa do 2015 pracował w Wielkiej Brytanii.
Od 2008 do 2012 działał w Unii Polityki Realnej, był m.in. jej rzecznikiem prasowym. Z jej ramienia bezskutecznie startował w 2009 do Parlamentu Europejskiego. W 2011 również bez powodzenia kandydował do Sejmu z listy Kongresu Nowej Prawicy. W wyborach parlamentarnych w 2015 kandydował do Sejmu w okręgu bydgoskim z pierwszego miejsca na liście komitetu wyborczego wyborców Kukiz’15 zorganizowanego przez Pawła Kukiza. Uzyskał mandat posła VIII kadencji, otrzymując 11 089 głosów. W wyborach samorządowych w 2018 był kandydatem Kukiz’15 na prezydenta Bydgoszczy, zajmując ostatnie, 5. miejsce. W 2019 ponownie bezskutecznie ubiegał się o mandat eurodeputowanego. W sierpniu tego samego roku wystąpił z klubu poselskiego swojego ugrupowania, przystępując następnie do koła poselskiego Konfederacji Wolność i Niepodległość.
Jest związany z ruchem antyszczepionkowym. W 2016 został członkiem Parlamentarnego Zespołu ds. Bezpieczeństwa Programu Szczepień Ochronnych Dzieci i Dorosłych. Aktywnie wspierał obywatelski projekt ustawy, która miała znieść obowiązek szczepień w Polsce; projekt ten został przez Sejm odrzucony.
W wyborach w 2019 nie uzyskał poselskiej reelekcji z ramienia Konfederacji. Był następnie jednym z kandydatów w zorganizowanych przez tę partię prawyborach mających wyłonić jej kandydata w wyborach prezydenckich w 2020. Zakładał partię Zjednoczeni, jednak nie została ona zarejestrowana. We wrześniu 2021 zasiadł w komitecie politycznym Konfederacji Korony Polskiej. W styczniu 2022 przeszedł do Solidarnej Polski, która w maju 2023 została przemianowana na Suwerenną Polskę.
W 2020 został p.o. redaktora naczelnego „Naszej Polski” i redaktorem portalu internetowego tego czasopisma.

## Życie prywatne
Żonaty z Klaudią Śmigielską-Skutecką, szefową bydgoskich struktur Polskiego Stronnictwa Ludowego.

## Wyniki wyborcze
| Wybory | Komitet wyborczy                 | Komitet wyborczy                     | Organ                             | Okręg        | Wynik          |
| ------ | -------------------------------- | ------------------------------------ | --------------------------------- | ------------ | -------------- |
| 2009   |                                  | Unia Polityki Realnej                | Parlament Europejski VII kadencji | nr 2         | 228 (0,06%)    |
| 2011   |                                  | Nowa Prawica – Janusza Korwin-Mikke  | Sejm VII kadencji                 | nr 4         | 215 (0,06%)    |
| 2015   |                                  | Kukiz’15                             | Sejm VIII kadencji                | nr 4         | 11 089 (2,96%) |
| 2018   | Prezydent Bydgoszczy             | Kukiz’15                             | –                                 | 4914 (3,51%) |                |
| 2019   | Parlament Europejski IX kadencji | Kukiz’15                             | nr 2                              | 1571 (0,24%) |                |
| 2019   |                                  | Konfederacja Wolność i Niepodległość | Sejm IX kadencji                  | nr 19        | 5899 (0,43%)   |